# 58535 Паттілло
58535 Паттілло (58535 Pattillo) — астероїд головного поясу, відкритий 16 лютого 1997 року.
Тіссеранів параметр щодо Юпітера — 3,182.